# پاویا دی اودینه
پاویا دی اودینه (به ایتالیایی: Pavia di Udine) یک کومونه در ایتالیا است که در استان اودینه واقع شده‌است.

## خصوصیات
پاویا دی اودینه ۳۴٫۶ کیلومترمربع مساحت و ۵٬۷۴۰ نفر جمعیت دارد و ۶۰ متر بالاتر از سطح دریا واقع شده‌است.